# Iggingen
Iggingen è un comune tedesco di 2 599 abitanti  situato nel land del Baden-Württemberg.